# Yasumichi Uchima
Yasumichi Uchima (内間 安路 Uchima Yasumichi?), född 10 september 1984 i Okinawa prefektur, är en japansk före detta fotbollsspelare.
Uchima började sin karriär 2007 i Sagan Tosu. 2010 flyttade han till Gainare Tottori. Han avslutade karriären 2012.